# Rhinosimus dromioides
Rhinosimus dromioides is een keversoort uit de familie platsnuitkevers (Salpingidae). De wetenschappelijke naam van de soort werd in 1897 gepubliceerd door Léon Marc Herminie Fairmaire.